# Antepipona bispinosa
Antepipona bispinosa är en stekelart som först beskrevs av Amédée Louis Michel Lepeletier 1841.  Antepipona bispinosa ingår i släktet Antepipona och familjen Eumenidae. Inga underarter finns listade i Catalogue of Life.